# 黑裸無臂鰨
黑裸無臂鰨為輻鰭魚綱鰈形目鰨亞目無臂鰨科的其中一種，為亞熱帶海水魚，分布於西大西洋區，從美國麻州至墨西哥灣東部海域，棲息深度0-73公尺，體長可達22公分，棲息在底層水域，生活習性不明，可做為食用魚。